# 戴靜夫
戴静夫（1479年—？年），字應山，南直隶徽州府休寧縣隆阜人，民籍。明朝政治人物。

## 生平
治《春秋》，行十七，由國子生中式正德八年癸酉科（1513年）應天府鄉試第八十一名舉人，年四十五歲中式嘉靖二年（1523年）癸未科會試第二百八十一名，第二甲第一百二十一名進士。官南京户部主事。降磁州同知。

## 家族
曾祖戴和。祖父戴景琳。父戴慶春。母程氏。慈侍下。兄應昂、應軒、應川、應完、應望。